# Aist-Naarntalradweg
Der Aist-Naarntalradweg (auch Naturparkweg) ist ein je nach Variante 48 bis 56 Kilometer langer oberösterreichischer Rundradwanderweg.

## Beschreibung
Der mit der Kurzbezeichnung des oberösterreichischen Radwegenetzes R30 beschilderte Radweg hat Ausgangspunkt und Ziel in Au an der Donau, wo er auf den Donauradweg und dessen Nebenroute, den Machlandradweg trifft. Zwischen Au an der Donau und Perg entspricht die Streckenführung weitgehend dem Machlandradweg.
Die ausschließlich auf öffentlichen Straßen ausgeschilderte Route durch das Naarn- und Aisttal nutzt neben verkehrsarmen Güterwegen und Gemeindestraßen über weite Strecken durch das Naarn- und Aisttal auch das teilweise verkehrsreiche Straßennetz (Naarntal-Landesstraße L 572, Aisttal-Landesstraße L 1415, Perger Straße L 1424 und ein sehr kurzes Stück auch die Königswiesener Straße B 124). Die Strecke führt durch den Naturpark Mühlviertel und durch das FFH-Gebiet, Natura-2000 und Europaschutzgebiet Waldaist-Naarn. 
Es sind 536 Höhenmeter zu überwinden, wobei der tiefste Punkt bei 240 m ü. A. und der höchste bei 601 m ü. A. liegt. Der für sportliche Radfahrer konzipierte Radweg wird wegen seines Höhenprofiles als mittel bis schwer beschrieben.
Der Radweg durchquert die Ortskerne von Au an der Donau (in der Marktgemeinde Naarn im Machlande), Perg, Rechberg, Bad Zell, Erdleiten (in der Marktgemeinde Tragwein), Reichenstein (in den Gemeinden Gutau und Tragwein), Schwertberg und Aisthofen (Gemeinden Perg und Schwertberg).